# マリネラ王国
マリネラ王国（マリネラおうこく）は、魔夜峰央の漫画作品『パタリロ!』に登場する架空の国家。
首都はマリネラ市。

## 概要
宝飾用ダイヤモンドの製造販売で知られる島国。立憲君主制国家。王位は世襲制により代々マリネール家が保持しており、現国王はパタリロ・ド・マリネール8世。ただしパタリロ8世と側近による専制王制であるという見方も存在する（#政治）。
人口はおよそ10万人。
気候は常に安定しており、枕詞に「常春」とつく程に過ごしやすい気候である。
『パタリロ!』本作中では、多くのエピソードの第一コマ目に「常春の国 マリネラ」という文字とともに海からマリネラを見た風景が描かれている。この風景カットの構図は連載開始時から全く変わることがないため、作者自らがマンネリだと自虐ギャグをすることもある。

## 領域
バミューダ・トライアングルのどまんなかに位置するという記述があるが、時差計算ではインドネシア・日本と同経度である描写（ロンドン時間（≒協定世界時）午後6時の時に午前2〜3時）もある。
ただし、アメリカ・欧州の両方へ比較的気軽に行き来ができ、また、かつてバンコラン提督（バンコラン少佐の先祖）率いるイギリス帝国艦隊の侵略を受けた事がある、などの記述から見ると、所在地は大西洋上と考えるのが妥当であり、時差と国の位置の関係がおかしいのはバミューダ・トライアングルの中にあり異次元の影響を受けているためと説明されている。そのため時には国ごと異次元に取り込まれ、異次元生命体（般若）と死闘を繰り広げたこともある。そのため、マリネラ国民は、異界に存在する生き物に慣れている。
またその地理の特異性からか、「常春の国 マリネラ」と紹介されるイントロのコマは、マリネラの島影と夕日が映っているのに、なぜか太陽の反対側の画面左端が明るいという奇怪な画面になっている（もちろん「常春の〜」から始まる各エピソードが夕暮れ時から始まるわけではない）。
国土（島）は佐渡島に似た形状をしている。

## 国旗・国章
国旗と思しきものは、作品中で確認されていないが唯一、アニメ劇場版にてロケットに塗装された「☆」を見て美少年軍団がマリネラの機体であることを確認するシーンがある。また、アニメ・原作等でマリネラ籍の船の煙突や旅客機の垂直尾翼にパタリロ8世の顔が描かれていたり、印章に○にパ印が使用されているのが確認できる回もあるが、これらが国旗か国章もしくは商船旗なのかは不明である。

## 政治
政治体制は国王親政が前提であり内閣総理大臣を首班とする内閣が補佐する立憲君主制国家である。ただし、パタリロ8世が即位するまで内閣が王室を飾り物にしようとしてきた過去があり、絶えず王室と内閣との間に政争が繰り広げられてきた。しかし、8世の即位に伴い閣僚等を一掃した為、8世による国王親政となった。更に8世の治世を補佐するタマネギ部隊が実務を握っており、内閣は完全に飾り物になってしまった。8世の即位当初は、タマネギ部隊と閣僚等との間に行政の打ち合わせが行われていた場面もあったが連載が進むうちに「飾り物」扱いになった。
憲法も存在するが、あまりに国王に有利すぎる条文が含まれていたり、国王の恣意によって簡単に憲法改正がなされたりすることから、立憲君主制は建前であり、事実上パタリロ8世による専制王政が敷かれていると見なされる。そのため事務手続きにおいて国王の承認は不可欠であり、国王が仕事をサボると行政に停滞をきたすこともしばしば発生する。
パタリロが話の都合に合わせて恣意的に法律を改廃することから、議会は存在しないと思われる。
貴族も少数存在するが、国政に関与していない。
裁判所は存在するが、最高裁判長は国王であるため司法権は独立しているとは言い難い。
パタリロ8世の王太子時代は王室と大臣達との確執があり、即位後しばらくの間は国王と閣僚が列席する御前会議で重要懸案が討議されていたが、現在では完全に国王とタマネギ部隊により政治権力が掌握されている。タマネギたちが「そういえば内閣なんてものがあった」「忘れていた」という発言をするほど内閣は形骸化している。タマネギ部隊成立以前は、王宮の実務は衛兵隊が取りしきっていた。武官が事務仕事まで手がけるのはマリネラ王国の伝統であるとされる。
ただし政府のヒエラルキーでは「内閣の大臣や陸海空軍の将軍たち」は国王に次ぐ地位であり、タマネギ部隊は（パタリロ8世によれば）一般事務職よりずっと下の最下層と位置づけられている。このため、内閣総理大臣とパタリロ8世を暗殺し実権を握ろうとする副総理のクーデターが発生したことがある。
マリネラ国内にはパイライフと呼ばれる伝説の怪物が生息するといわれており、国に災厄がふりかかる時には必ずこの怪物が出現すると伝えられる。しかし、つきつめればこの伝説のソースはパタリロ国王自身の発言であり、パイライフの実在について確かなことはわかっていない。
警察は基本的に交通事故や軽犯罪にしか対応しておらず、殺人事件などの重犯罪は国王直属の秘密警察が対応する。しかし近年では警察でも殺人事件を取り扱い、グルメ警視という人物が国王と共に事件に取り組むことがある。
警察や陸軍などの多くの機関は、タマネギ部隊に直結しており、特に警察長官はマリネラの政治や諜報活動にまで関わっており、サインが国王の代用として通用する。
一時期軍備増強をめぐって、強硬派のある将軍とパタリロ8世が対立し、あやうく将軍配下の部隊による国王殺害およびクーデターが成功しかけた事実があるが、この事件については現在並行宇宙（いわゆるパラレルワールド）の出来事と解釈されている。

### 法制 （抜粋）
- 憲法第9条は「国王は借りたものを返さなくてよい」。
- 1日1回ハンバーガーを食するべしという法律がある。
- 駐車違反は15年の禁固刑。侵略罪（外国におけるマリネラ在外公館敷地内への無断立入）は裁判なしで懲役30年または罰金300ドル（摘発者の多くは懲役を恐れて罰金を納めるため、国王のよい収入源となっている）。国への反逆・痴漢・ダイヤの窃盗は死刑。
- 国王命令の拒絶は反逆罪が適用され死刑。
- 公共の場で屁をこいたり、タマネギが給料アップをパタリロに頼むと死刑。皇太后の裸を想像すると死刑（このあたりはノリで死刑に処すふしがある）。
- 殺人は理由のいかんを問わず死刑。ただし国王の情状酌量により刑の長期延期が行われる場合がある。
- 自殺者は死刑に処するという布告がなされた。
- 法律の布告には高札が用いられる。

## 産業
ダイヤモンドの採掘・加工・輸出が主要産業であり、国民の大半が関連事業に携わっている。また観光客誘致にも力を入れており、近年は他国を追い出された妖怪を見る「妖怪ウォッチング」の客も増加している。一方で歴史的、文化的な観光資源はないに等しい状態で、後述の「ツタカズラ歌劇団」など、パタリロが中心となって何度かテコ入れが行われたものの、どれもうまくいっていない。
タックス・ヘイヴンであるため別荘地としても注目されている。近年、金鉱山も発見された。その一方で第一次産業従事者はほとんどいない。
豊かな自然に恵まれているが、島国ゆえ、耕地面積が少なく食糧の大部分を輸入に頼っている。自給できているのは小松菜とキクラゲだけである。そのため試験的に地熱を利用したもやしの栽培を行なっていた。
漁業についても水揚げ量の大半は外国船舶の漁撈したものを沖合いで自国船舶に積み替えたものなので輸入品扱いになる。
また、生産量は少ないがオリーブの栽培に適した気候であることからオリーブ油の製造・輸出も行い、輸出先で好評を得ている。
ワインの製造販売も行われているが、実はマリネラ国内にはブドウ畑は存在せず、フランスから輸入した安価なワインに不凍液を混ぜて「パタリロ・ヌーボー」と名付けて販売している。危険なので外国人相手の販売のみで国内では売っていないらしい。ちなみにこの不凍液の添加率が全体量の50％を占め、軽く飲んだだけで激しい頭痛を起こすなど重度の悪酔いを起こす。飲んだことを知ったタマネギ武官に『なんと命知らずな、よく生きていた』と言わしめるほどの粗悪品。
末端の個人経営を除けば、ダイヤモンドを中心とする鉱業をはじめとしてそのほとんどが国営企業であり、国王自ら経営に深く関わっている。ただし西側市場経済に組み込まれていることと、自ら事業に携わるパタリロ8世が技術に明るいことや彼の利益追求主義もあって、企業の質は西側諸国の民間のそれに劣らない水準に達しているとされる。純粋な民間企業としてはアイスクリームを製造する食品メーカー「レディーボーゲン」社が世界的に知られている。同社の製品品質は世界屈指のものであり、外国勢のマリネラ進出を阻止して寡占状態に置いていたが、同社社長の親族が経営する同業の外国勢「ハーゲンダック」社と合併し、マリネラに外資が進出した珍しい例になっている。

### 科学技術
パタリロ8世自身の超絶的な発明品や、宇宙人が住み着いているせいか、小学生が工作の時間に核兵器を作成できる程度の技術水準を持つ。パタリロの指示によりパワードスーツや、タマネギ部隊の科学部がタイムマシンを開発するなどの成果を挙げる。また、タマネギ部隊に大気圏外に太陽光発電システムを設置し、送電の際のマイクロ波送信システムを熱線に変え、人類を掌握しようとした者も存在した。

## 経済
ダイヤモンド事業は国家が掌握しており、マリネラの国家財政は非常に潤っている。そのため一部の例外を除いて税制が存在しない(課税は憲法により禁止)。生活困窮者のために家電製品などの無料配給所を設けるなど福祉面も非常に充実しているが、国民の収入水準が高いために利用者はほとんどない。しかし近年の世界的不況により外国人労働者による貧困層が発生し始めている。

### 通貨
通貨体系はやや複雑であり、国王であるパタリロ8世も完全には覚えきれていない。
- 1ネマリラ = 100ラリネマ
- 1ラリネマ = 100マリネラ
- 1マリネラ（約1USドル） = 100マラネリ
- 1マラネリ = 100マネラリ

ただし、USドルや日本円も通用するようである（もっとも、この作品ではほぼ世界中でドルや円が通用するので、単に作者が深く考えていない可能性の方が高いが）。
最近の作品になると、ほぼ円表記となっている。

## 言語
公用語は不明であるが、国内には日本語表記が非常に多く、日本びいきの国民性（#外交参照）のためとも思われるが、公用語もしくは準公用語が日本語である可能性もある。

## 国民
主要民族は不明。しかし温暖な気候と温厚な国民性からか、美少年が多いことで知られる。またさまざまな星から宇宙人が移り住むなど、多様な民族性を持つ。

## 外交
国際的には国際連合加盟国であり、準先進国首脳会議参加国である。また国王は世界王様会議に参加している。大半の国とは国交が存在するが、諸事情でミトコンドリア共和国とは国交を断絶している。また、マリネール王家の血縁者が元首や関係者となる国も多く存在する。またかつて国際ダイヤモンド輸出機構に属していたが、パタリロ8世の即位後に脱退した。
冷戦時代には西側諸国に属していたが、マリネラの豊かなダイヤモンド資源を狙った東側諸国や秘密組織による水面下の攻撃をしばしば受けた。その際CIAやMI6といった西側諜報機関と連携して対策に当たったこともある。そのため軍事面や諜報活動に力を入れており、非公然ながらも核配備を行っている(#大量破壊兵器)。マリネラの核配備は公然の秘密であり、パタリロ8世は核攻撃をほのめかす交渉を行うこともある。ただしトルマリン王国クーデター将校への恫喝には成功したが、アメリカ合衆国には通用しなかった。
多くの国に大使館を置いている。本国王宮にも催眠ガスなどの仕掛けがあるが、大使館にも殺虫剤や自爆装置が仕掛けられている。定時連絡で国王の機嫌を損ねて建物を自爆させられるなどの理由で建替えを頻繁に行なうようで、建物の形がほとんど登場するたびに違う。また相手国の政府に無許可で出張所を設置する例もみられ、なかにはアメリカに無許可でアラスカに強制収容所を設け犯罪者を収監している例も見られ、トルコには家賃がただという理由で洞窟にワンマン出張所を設置しており、洞窟内でイエス・キリスト存命中の古文書を発見している。こうした大使館の入り口は番兵も置かず門も開け放たれているが、迷い込んだ者は逮捕監禁され身代金を要求される事がある。
逆にマリネラに大使館を設置している国は1カ国（G国）だけという描写がある。パタリロ生誕時のエピソードではロシア大使・アメリカ大使・フランス大使・インド大使が王宮を祝賀のために訪問していることからこれらの大使館が後に閉鎖されたか、第三国の大使館が駐マリネラ大使館を兼ねている(兼轄)かのいずれかと考えられる。
空港に就航している直行便はワシントンD.C.とガダルカナル、パリ等がある。またイギリスのバンコランのマンションを訪れるため国王が専用機で赴くこともある。国王個人の国家間の往来には電送装置が一時期使われていた。
マリネラの下水道は世界中の国の下水道につながっており、生活排水などを他国に垂れ流して下水処理を無断で任せている。だが、パタリロが後で総工費を計算したところ、下水処理プラント数百基分に相当していたらしい。ただし、一度直通下水道がアメリカの水道局に発見され、請求書が回される事態になったが、実際に支払った可能性は低い。

### 日本との関係
パタリロ8世が真言宗を信仰している為か日本との官民両方での交流が非常に多い様子であり、イトーヨーカドーの出店が確認されている（王宮のカーテンはそこで購入したものである）。また、中越運送の配送ネットワーク圏内にも入っており（ただしこの中越運送は宇宙における星間運送にも従事しており、またその従業員は宇宙人である）、国王自らも時々利用している。
他にレイバーの暴走や、東洋から来た小坊主が「このはしわたるべからず」と書かれた橋を渡った際に転落死するなどの事故も起こっている。

## 軍事
小国ながら核保有国であるとされ、弾道ミサイルを配備するなど高い軍事力を持つ。パタリロ8世の知能により世界最高水準の科学技術を有しており、高出力のビーム砲を搭載したロボット「プラズマX」などの核兵器以上の武力も存在し、パタリロ8世がおもに私的に使用する反重力駆動の亜光速機「流星号」は、兵器として軍隊に配備されてはいないものの光速の実に95%の速度での巡航を可能とし、放射エネルギーに事実上の限界を持たないとされる光学兵器「可動メイザー砲」が実装されているなど超弩級艦並の戦闘力を備えている。ただし、プラズマXは公式にはダイヤモンド掘削装置であり、対人戦闘に制限がある。また、パタリロ8世が個人的に作った超兵器は量産不可能なものばかりであり、脅威と捉えるに当たらない、もしくは未知数とする見方もあるものの、国内の平均的な科学技術力もかなり高いと思われる（「#科学技術」参照）。

### 大量破壊兵器
劇中では国際的に宣言はしていないが、パタリロ8世が核ミサイル発射指示用のブラックボックスを持つなど核保有国の描写がされている。しかし実際の核配備の有無については国家のトップシークレットであり、パタリロ8世以外の者は全体像を把握しておらず真偽のほどは不明である。ただし、現国王の戴冠式の時点で既にミラージュ爆撃機が配備されていた事実からヒギンズ3世の時期に核を配備していた可能性もある。
マリネラ上空に滞留した乱層雲を吹き飛ばすために核兵器が使用されたとの報道が一度あるが、その際放射能は検出されておらず誤報だったとされたことからマリネラの核保有をブラフと見る国もあり、CIAがスパイに仕立てた民間人を送り込んだがパタリロ8世に看破され国外退去に処されている。ただし核開発自体は容易に可能とするほどの技術力と近海の海底に原子力発電所が建造されているなど核燃料の調達には問題がないと見られている。パタリロ8世自身が誤って濃縮ウランを飲んで下痢をした事件もあり、ウラン濃縮が行われていることは確実である。
また、パタリロ8世の防衛構想は通常戦力よりも核抑止を重視しており、宇宙条約によって禁止されている攻撃衛星である核ミサイル衛星等の打ち上げを計画したこともある。さらにパタリロ8世は超小型原子炉を発明品のいくつか(プラズマX等)に搭載し、中性子爆弾の開発と小型化にも成功している等、原子力の使用に抵抗感がないと見られている。ただし、弾道ミサイルの発射はパタリロ8世の持つ核ミサイル発射指示用のブラックボックスはタマネギ部隊により偽物にすり変えられているため、他国への核行使の危険は低いとされるが、同様に持っている反陽子ミサイルのブラックボックスは本物であるため核以外の弾道ミサイル攻撃の可能性は残る。また放射能除去の分野の技術も開発しており、ゴミ捨て場から拾った冷蔵庫を放射能除去装置に改造したこともある。
一方で核管理のルーズさも目立ち、小学校の工作の時間に核兵器を作らせ、行使の危機を招きそうになった事例もある。また些細なことで核兵器を使用することもあり、ダイヤモンド鉱山に殺到したネズミを殲滅するため超小型中性子爆弾使用を計画した例もある。

### 陸軍
陸軍司令部ペッタンコは、パタリロ8世がアメリカのアメリカ国防総省（ペンタゴン）の五角形建築に対抗して総平屋作りで建設したため、異様に面積が広い。

### 海軍
海上兵力としてマリネラ近海に原子力潜水基地「シーボーズIII世」が配備されている。そのほか、SLBM搭載の原子力潜水艦を保有している。

### 空軍
航空兵器としてはV/STOL戦闘機の保有が確認されており、機種不明だがステルス戦闘機も所有している。
戦略爆撃機も保有しているが、冷戦当時であるにもかかわらずアメリカ製のボーイングB-52Hストラトフォートレスとソ連製のツポレフTu-22Mバックファイアの両機種を同時に配備していた他、フランス製ではミラージュIVの最高速度をM2～2.2から実用機最速のSR-71すら凌ぐM3.4に改良したもの及び単行本15巻「君の名はプララ」でミラージュF1の外観を持つ戦闘機を使用。また国産機と思しき戦闘機、超音速爆撃機もいくつか確認できる。また弾道ミサイル導入の際も、アメリカ製にするかフランス製にするか、との議論が行われたが「性能の悪さはどうしようもないが、値段は値切る事ができる」とのパタリロ8世の裁定でアメリカ製の弾道ミサイル配備が決定された。
- 国柄により宇宙人がしばしば来訪するため、対宇宙人用の自動防空網が構築されている。
- 空軍所属の有人ロケットの発進サイロが地下にあり、たびたび使用されている。
- アクロバットチーム「ブルーインパタス」が存在する。

### 諜報活動
各国への諜報活動はタマネギ部隊の1部門である黒タマネギ部隊が行う。詳細は内部リンク先参照。
また、かつての警察長官によってカムチャッカに対外情報部が置かれたが、それ以来連絡が途絶えているため詳細は不明。
またタマネギ予備軍から選ばれた10代の少年達で構成される部隊である紫タマネギが各国首脳の愛人として送り込まれ1年間情報収集に従事する。修了すれば正式隊員として採用されるが、本当の愛人になり退任する者がおよそ1/3おり、採用率は低い。しかしパタリロは愛人になる者に関しては容認している。
防諜組織については「文化広報局」という名でカモフラージュされており、国内でも存在を知るものはごくわずかである。マリネラに潜入した旧ソ連からのスパイが数名行方不明になっており、広報局の活動によるものだと見られる。なお、組織の長は警察庁長官が兼任している。擬装機関としての情報部が別に存在する。また、マリネラ空港には最新鋭の犯罪者探知システムが存在し、犯罪者やスパイの発見を可能にしている。
その一方で国家の内密な通信は専用回線で行われているが、伝言ゲームの要領で伝達するため暗号の誤読が多発し、重要情報の伝達や国王暗殺犯の逮捕に失敗した事がある。この事実から通信環境に関しては高い技術力に反してあまり良いとは考えにくい。また、マリネラのサイトは閲覧者が少なく（ほとんどが他国の諜報員であるとされる）、およそ月に一回しか更新されない。
またスパイ防止法は未制定であり、CIAからの民間人スパイをパタリロが看破した際には国外退去の処分しかできなかった。
またパタリロ8世の個人的な情報収集（国内では国王の悪口を言う者の情報、国外では儲け話）を行う組織として影タマネギ部隊が存在する。

## 歴史
パタリロ8世の在位中に建国1800年を迎えるなど、古い歴史を持つが詳細は不明である。少なくとも大英帝国が成立する16世紀以前からマリネール王家の統治が続いていたとされる。長らく貧しい島国であり、これといった産業はなかった。パタリロ7世の時代には大英帝国のバンコラン提督率いる艦隊の攻撃を受けて国家消滅の危機に瀕したが、タイムワープによって現れたパタリロ8世の機転によって危機を脱した。その際パタリロ8世の助言によりダイヤモンド鉱脈の存在が発見され、以降は豊かな国となった。
第二次世界大戦中は当時の王妃（現太皇太后）の助言により連合国陣営に参加し、戦禍を免れた。

## 文化
国民文化は西洋的とも東洋的ともつかない無国籍風のもの。ひらたく言えば「その時のエピソードの都合によって変わる」ものになっている。ただし、国民の名前については西洋的な語感のものが主流である。
豊富な経済力によりどんなものでも金を出せば手に入るという風潮が国民に存在するのと、パタリロ8世の利益追求主義などにより、文化・芸術面には全く力が入れられてこなかった。人工温泉地「ツタカズラ市」の建設と同地に結成された国立少年歌劇団も、一回公演があったものの団員の奇行（これも後に気紛れな国王の迂闊な施策によるものと判明）が問題化して以来表立った活動がなく、事業そのものが頓挫した模様。近年は、芸術的活動にはマリネラ小学校の体育館などの公共施設の使用料金が無料になる旨の布告がなされた。
国歌は落語の出囃子のように聞こえる。
国技はリリアン。以前はパタリロ8世の気紛れで相撲だったが、異次元よりの来訪者達とトラブルになった事情から変更された。
パタリロ8世の気まぐれから人間国宝が認定されている。作中に登場したのは陶芸・武道・華道・茶道の各分野。ただし、このうち陶芸に関しては、人間国宝認定者桃栗三年柿八衛門（本名ブルガリ・メレリオ・トーサンショーメ）の死亡以来、新たな人間国宝は選出されないこととなった。武道にあってはオカマキリ拳法の達人などが高名の様である。ただし、前述の国民の風潮によりこうした分野に自ら取り組むマリネラ国民は非常に少なく、陶芸に関しては人間国宝以外の技術者が一人もいなかった。しかし個人レベルでは世界的なチェリストや有能なバレエダンサーが存在する。
一時的なゴッホや円山応挙作品の所有も確認されているが、基本的にはパタリロ8世の利益追求主義により高価である著名な画家の絵画購入は認められず、マリネラの美術館に飾られている絵画は全てマリネラ小学校の生徒が描いた絵であり、三重丸が付いた絵も存在する。
宗教はヨーロッパ系王国としてキリスト教徒が多いほか、現国王パタリロ8世の信仰する仏教の真言宗、また彼とタマネギ部隊がカムフラージュとして僧侶になった東本願寺系浄土真宗、王宮にも存在する稲荷神社を奉る神道信者の存在が明らかにされている。しかしクリスマスやバレンタイン・デーのお祭り騒ぎに加わる一方で、正月を日本式に祝うなど良かれ悪しかれ日本的でアバウトな信仰心を持つ国民性がある。

## 国土
特異な環境に置かれた孤立した島国であり、多様な自然がみられる。マリネラの地名は、パタリロ山・パタリロ湖など、パタリロ8世の即位時に変更された場所が多い。
パタリロ山周辺にはマリネラテン（天然記念物に指定）・パフィンクス・パタッシー・森のパタ松などの固有種が生息している。パフィンクスについては人間を襲い食い殺すとも言われているが、特に対策が取られている様子はない。ただかつて捕獲計画はあったようで麻酔銃が用意されていた。また山のふもとの通称「妖魔の森」には魔法使いが住んでいたことがある。
恐竜パタッシーが棲息するパタリロ湖は上空から見ると国王の頭部シルエットと同形である。湖を水源としてパタリロ川が海に流れ込んでいる。パタッシーはこの川を利用・往来しているらしく、外洋上でも目撃されている。
パタリロヶ岳の頂上には雪男・雪女・雪ん子などの妖怪が住みついているなど、多様な生物環境を維持している。頂上付近の気候は霧深さが特徴であったが、後に人工的に積雪があるほど寒冷な気候に調整されるようになった。

## 都市
国一番の繁華街としてはマリネラ市内のマリネラ銀座が知られる。
他には大規模な都市は存在しないが、観光客誘致のためにパタリロ山の温泉を利用し、日本の兵庫県宝塚市をモデルに観光都市として「ツタカズラ市」が建設され、最大の呼び物として宝塚少女歌劇団をモデルにした「ツタカズラ（蔦蔓）少年歌劇団」を結成させた。

## マリネラ王宮
マリネラ王宮は中・長距離ミサイルなど最新鋭の兵器で固めた要塞となっているが、国王自身の行為が原因による崩壊、焼失で数回建て直されている。
王宮の地下には膨大なデータを蓄積する上に推論可能であり、音声により質問が行え自身も音声による回答が可能であるマザーコンピュータが存在し、国王により状況分析に頻繁に使用されている。海外の大使館にもシスターコンピュータが存在し、それらは本国のマザーコンピュータとネットワークでつながっている。あまりにも高度なため気分を害することもあるという。マリネラ陸軍のコンピュータともつながっており、一度ハッキングされた。宮殿のあらゆるシステムも管理している模様。
さらに、最深部にはマリネラ中の主要コンピュータと直結する「グレートコンピュータ」が存在し、全てのコンピュータを統括する能力を持つ。また漫画の知識もあるようである。対人用兵器を第三者に追加されパタリロを暗殺しようとしたこともあったが、緊急装置により機能を停止した。その後起動しているかは不明。
地下深くにあるため本体に行けるのはパタリロのみであるが、移動装置があまりにも適当で、パタリロ自身「自分で作ったんでなければ責任者を死刑にするところだ」と語っている。

## 祝日・記念日
- 2月10日 下半身の日（2と10で『フット』の日という洒落）
- 日付不明　建国記念日

## マリネラ王家
マリネール姓。フランス語の前置詞「ド」をつけて呼ばれるが、フランス系かどうかは不明。パタリロ8世の祖父・祖母にあたるオッターモール2世と太皇太后の間には18人の子が生まれ、パタリロ8世の叔母にあたるカスタム伯爵夫人が一度の出産でパタリロそっくりの12人の子を産んでいるなど、マリネラ王家は代々多産の家系として知られる。また、前王妃エトランジュにもいとこやはとこが多数いる。これらが各国の王家や貴族と結婚しているため、マリネラ王家を取り巻く姻戚関係はきわめて複雑である。このため、親類縁者に関してはパタリロ8世も把握する気もないらしい。パタリロ8世を筆頭にヨタリロ、マッタリロ、ボニー・クライド・アイゼンバッハ、アリスウェイド・フォン・ユリシーズ４世といった突出した知能や体力、常軌を逸した人格を持つ人物が多い。
王宮では王族の長老たちによる長老会議が開かれ、王家の方針等について話し合われる。これにはたとえ王家の家長であるパタリロ8世であっても10歳という年少者であるため参加できないようであり、このためパタリロ8世は会議の盗聴を行っている。
ヒギンズ3世は晩婚であったためパタリロ8世の同母兄弟は存在しないが、国王が極秘裏に認知した腹違いの兄弟姉妹が複数存在しているとされる。